# 贺锦涛
贺锦涛（1971年6月7日—），男，漢族，湖南湘乡人。前中共中央政治局常委兼中纪委书记贺国强长子，参与过广东国际投资信托公司的改组，创建了私募基金Nepoch Capital，曾与摩根斯坦利、华润集团合作多个投资项目。其担任沃美集團總裁，一家業務橫跨廣告、能源、股權投資、房地產、影院等多個領域的全国性企业，註冊資本超过10億元人民幣，并在香港和美国设有分公司。